# Mbeya (CC)
Mbeya (CC), auch Mbeya Mjini („Mbeya-Stadt“) genannt, ist ein Distrikt der tansanischen Region Mbeya. Er grenzt im Nordosten an den Distrikt Mbarali, ansonsten ist er vom Distrikt Mbeya Vijijini umschlossen.

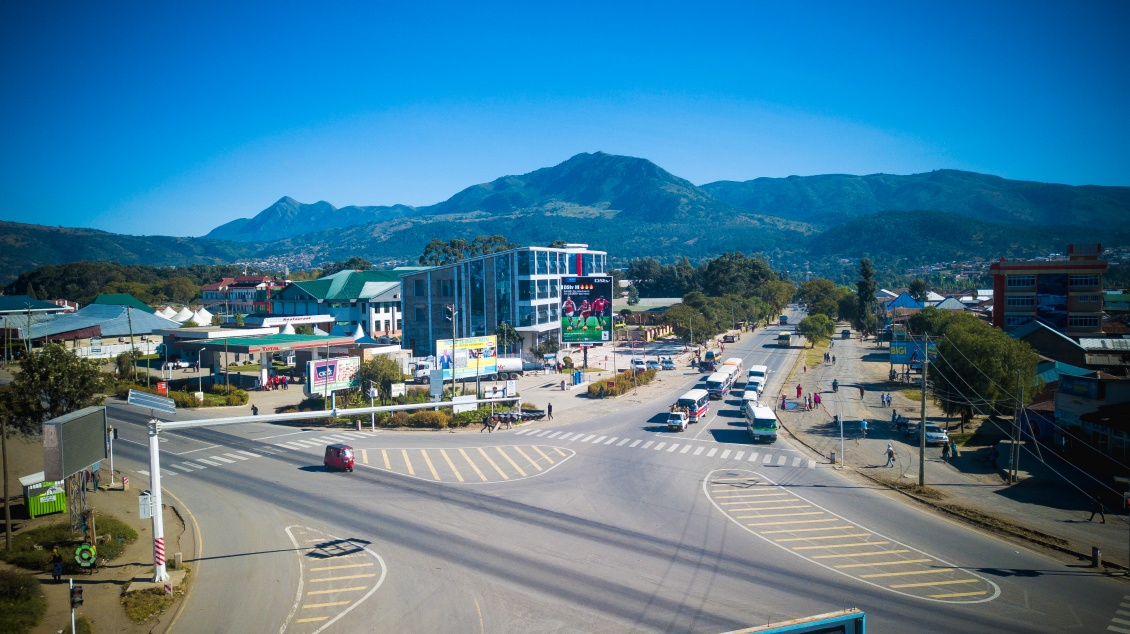
Stadtansicht von Mbeya

## Geographie
Der Distrikt hat eine Fläche von 222 Quadratkilometer und 541.603 Einwohner (Volkszählung 2022). Er liegt auf einer Hochfläche, deren tiefster Punkt 1600 Meter über dem Meer liegt. Nach Norden steigt das Land zur Mbeya-Range und nach Süden zu den Poroto-Bergen bis auf 2400 Meter an.
Das Klima in Mbeya (CC) ist gemäßigt warm, Cwb nach der effektiven Klimaklassifikation. Die Durchschnittstemperatur in der Ebene schwankt zwischen 15,2 Grad Celsius im Juli und 19,7 Grad im Oktober. In höheren Lagen ist es kühler. Im Jahresdurchschnitt regnet es über 2000 Millimeter, trocken sind die Monate Juni bis September.

## Geschichte
Die Stadt wurde 1935 von der Kolonialregierung als landwirtschaftliche Siedlung für europäische Bauern gegründet. Als 1952 das Verwaltungszentrum des südlichen Hochlandes von Iringa nach Mbeya verlegt wurde, begann die Stadt rasch zu wachsen. Heute ist Mbeya die viertgrößte Stadt von Tansania.

## Verwaltungsgliederung
Der Distrikt besteht aus dem einen Wahlkreis (Jimbo) Mbeya Mjini und 36 Verwaltungsbezirken (Wards):
- Forest
- Ghana
- Iganzo
- Iganjo
- Iduda
- Igawilo
- Ilemi
- Isanga
- Ilomba
- Itagano
- Isyesye
- Itende
- Itezi
- Itiji
- Iyela
- Iyunga
- Iwambi
- Iziwa
- Kalobe
- Maanga
- Mabatini
- Maendeleo
- Mwakibete
- Mbalizi Road
- Majengo
- Mwansekwa
- Mwasanga
- Nonde
- Nsalaga
- Nzovwe
- Nsoho
- Ruanda
- Sinde
- Sisimba
- Tembela
- Uyole

## Bevölkerung
Bei der Volkszählung 1988 hatte der Distrikt 151.881 Einwohner. Die Zahl stieg auf 265.586 im Jahr 2002 und weiter auf 385.279 bei der Volkszählung 2012. Das ergibt ein durchschnittliches jährliches Wachstum von 3,8 Prozent von 2002 bis 2012. Für das Jahr 2016 wurden 424.623 Einwohner geschätzt,. die Volkszählung 2022 ergab 541.603 Menschen.

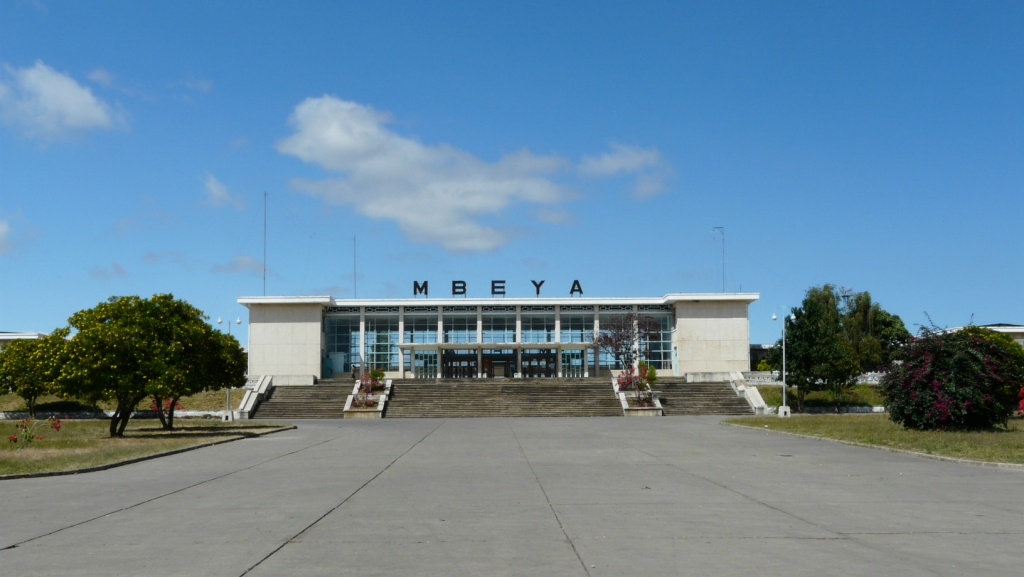
Der Bahnhof Mbeya.

| Volkszählung | Einwohner |
| ------------ | --------- |
| 1988         | 151.881   |
| 2002         | 265.586   |
| 2012         | 385.279   |
| 2022         | 541.603   |

## Einrichtungen und Dienstleistungen
- Bildung: Im Distrikt befinden sich 91 Grundschulen. Davon sind 75 staatliche Schulen und 16 werden privat geführt. Von den weiterführenden Schulen sind 31 öffentliche Schulen und 23 Privatschulen.[8]
- Gesundheit: Von den fünf Krankenhäusern des Distriktes werden zwei privat geführt, von acht Gesundheitszentren werden drei vom Staat, eines privat und vier von religiösen Organisationen betrieben[8]

## Wirtschaft und Infrastruktur
Von den 36 Gemeinden (Wards) gehören 15 zum städtischen Bereich, 21 haben ländlichen Charakter. Etwa ein Drittel der Bevölkerung lebt von der Landwirtschaft, 21 Prozent sind im öffentlichen Sektor beschäftigt. Der Rest verteilt sich auf kleine Produktionsbetriebe und auf den Handel.
- Landwirtschaft: Für die Selbstversorgung werden hauptsächlich Mais, Bohnen, Erbsen, Weizen, Kartoffeln und Gemüse angebaut, während Kaffee verkauft wird.[9]
- Eisenbahn: Mbeya liegt an der von TAZARA betriebenen Bahnlinie von Daressalam nach Kapiri Mposhi in Sambia. Für den Personenverkehr gibt es wöchentlich einen Zug, der für die 970 Bahnkilometer von Daressalam nach Mbeya rund 21 Stunden benötigt.[10]
- Flughafen: Der direkt in der Stadt gelegene Flughafen Mbeya wurde 2012 durch den Flughafen Songwe im Nachbardistrikt ersetzt.[11]
- Straße: Durch Mbeya verläuft die asphaltierte Nationalstraße von Daressalam nach Sambia. In Mbeya zweigen die ebenfalls asphaltierte Nationalstraße nach Süden zum Malawisee und nach Malawi, sowie die teilweise asphaltierte Straße nach Norden nach Singida ab.[12]